# Vodní pólo na mistrovství Evropy v plaveckých sportech 1997
Zápasy ve vodním pólu na mistrovství Evropy v plaveckých sportech za rok 1997 proběhly v Seville, Španělsko ve dnech 13. až 24. srpna 1997.
Další ročník mistrovství Evropy ve vodním pólu od roku 1999 proběhl již jako samostatné mistrovství Evropy.

## Česká stopa
Mužská reprezentace se mistrovství Evropy neúčastnila. 
Za ženskou reprezentaci měly nastupovat: Ivana Štochlová, Natálie Sejkorová, Marcela Krůtová, Šárka Nováková, Lucie Burgetová, Monika Hrčáková, Hedvika Nekolná, Eva Raichlová, Iveta Gazdíková, Barbora Krásová, Hermanová, Macunová, Casová
Zápasy ve skupině:
- CZE – GRE 2:12 (???), branky CZE: ???
- CZE – GER 4:8 (???), branky CZE: ???
- CZE – HUN 2:26 (???), branky CZE: ???
- CZE – SCG 10:11 (???), branky CZE: ???
- CZE – FRA 7:14 (???), branky CZE: ???

Zápas o 11. místo:
- CZE – POR 9:8 (???), branky CZE: ???

## Medailisté
| Muži | Zlato | Stříbro | Bronz |
| ---- | --- | --- | --- |
| Tým  | Maďarsko (HUN) (Tibor Benedek, Rajmund Fodor, Tamás Kásás, Gergő Kiss, Zoltán Kósz, Zoltán Kovács, Tamás Märcz, Tamás Molnár, Zsolt Németh, Barnabás Steinmetz, Bulcsú Székely, Frank Tóth, Zsolt Varga, Attila Vári, Balázs Vincze)                                                                                     | Svazová republika Jugoslávie (YUG) (Dragan Jovanović, Dejan Savić, Danilo Ikodinović, Veljko Uskoković, Aleksandar Ćirić, Aleksandar Šapić, Vlada Vujasinović, Petar Trbojević, Aleksandar Nikolić, Risto Maliković, Siniša Matijašević, Nenad Vukanić, Nikola Kuljača, Željko Vičević, Branko Peković) | Rusko (RUS) (Nikolaj Maximov, Dmitrij Dugin, Sergej Jevstignějev, Maxim Apanasenko, Sergej Rodionov, Alexandr Jeryšov, Dmitrij Gorškov, Ilja Konstantinov, Dmitrij Stratan, Jurij Smolovoj, Irek Zinnurov, Konstantin Kravčenko, Revaz Čomachidze, Alexej Panfili, Denis Živčikov)                                                    |
| Ženy | Zlato | Stříbro | Bronz |
| Tým  | Itálie (ITA) (Francesca Contiová, Martina Miceliová, Carmela Allucciová, Stefania Lariucciová, Milena Virzìová, Monica Vaillantová, Antonella Di Giacintová, Cristina Consoliová, Giusi Malatová, Alexandra Araujová, Maddalena Musumeciová, Melania Gregová, Silvia Moriconiová, Daniela Lavoriniová, Cinzia Ragusaová) | Rusko (RUS) (Galina Rytovová, Marina Akobijová, Marina Perevalovová, Jekatěrina Anikejevová, Svetlana Kuzinová, Jelena Tokunová, Marija Koroljovová, Jelena Smurovová, Irina Tolkunovová, Taťjana Petrovová, Sofija Konuchová, Jekatěrina Vasiljevová, Natalija Kutuzovová, ??? (n), ??? (n))           | Nizozemsko (NED) (Karla Pluggeová, Mariëlle Schothansová, Carla Quintová, Daniëlle de Bruijnová, Ingrid Leijendekkerová, Petra Meerdinková, Karin Kuipersová, Eleonora van der Weijdenová, Gillian van den Bergová, Carla van Usenová, Marjan op den Veldeová, Sandra Scherrenburgová, Mirjam Overdamová, Edmée Hiemstraová, ??? (n)) |

pozn. Dva hráči ze sestav byli nehrajícími náhradníky tj. náhradníci na tribuně, nebo necestujující náhradníci připraveni na telefonu dorazit v případě zranění.